# Ластівка-береговушка (втрачена)
Зоологічна пам'ятка природи «Ластівка-береговушка» (втрачена) — була оголошена рішенням Хмельницької обласної ради №7 від 25.12.1992 року поблизу с.Нове Поріччя. Площа – 1 га.
Рішенням Хмельницької обласної ради №10 від 4.04.2001 пам’ятка була скасована.
Скасування статусу відбулось по причині того що під час весняного підтоплення талими водами 1999 року стався обвал прямовисної стінки з норами-гніздами ластівок. Надалі колонія ластівок не продовжувала гніздування в даному урочищі .